# Kuštica
Kuštica (cyr. Куштица) – wieś w Serbii, w okręgu pczyńskim, w gminie Bujanovac. W 2002 roku liczyła 175 mieszkańców.